# Colin McRae Rally 2.0
A Colin McRae Rally 2.0 a rally versenyek világát feldolgozó szimulátor, ami a Codemasters által fejlesztett Colin McRae Rally sorozat második része. A játék 2000-ben jelent meg, folytatása 2002-ben, Colin McRae Rally 3 névvel.

## Versenyhelyszínek
- Finnország (murva)
- Görögország (durva murva)
- Franciaország (aszfalt)
- Svédország (hó és jég)
- Ausztrália (murva)
- Kenya (aszfalt és murva)
- Olaszország (aszfalt)
- Egyesült Királyság (aszfalt, murva és sár)
- Japán (murva)